# Șesul Craiului - Scărița-Belioara
Scărița-Belioara este o rezervatie geo-botanică din masivul Muntele Mare, pe teritoriul comunelor Ocoliș și Poșaga (județul Alba), cu vârfuri muntoase înalte, sub forma de turle (Colțul Bleantului, Piatra Belii, Vârful Negrilii) și cu numeroase peșteri (Coșul Boului, Peștera fără Fund, Peștera Roșie, Peștera Lungă, Peștera Călugărului, Peștera lui Filip, Peștera Colțului Rotund etc).

## Descriere
Rezervația cuprinde „Șesul Craiului” situat pe un platou calcaros la peste 1350 m altitudine, în continuare pădurea de pe muntele Scărița, precum și spectaculoase abrupturi ce străjuiesc obârșiile Văii Belioara (afluent al Văii Poșăgii), cu pereți verticali, tancuri, vâlcele, brâne și creste ascuțite. Are o suprafață de 47,7 ha și adăpostește multe specii rare de plante și animale.
Inițiativa punerii sub protecție a zonei a avut-o Alexandru Borza, încă din anii ’20 ai secolului al XX-lea.

## Flora
Terenul este proprietate de stat. Rezervația botanică Scărița-Belioara conservă specii rare, unele unice în Europa: sângele
voinicului, argințica, mărtăloaga, căldărușa, gențiana, buzata, crinul pestriț. Specifice acestui masiv sunt endemismele barba mugurului, mălăoaie și strugurii ursului (Arctostaphylos uva-ursi), relicvă glaciară ajunsă aici din Peninsula Balcanică.       

## Căi de acces
Căi de acces: pe drumul național Turda-Câmpeni DN 75 până la Poșaga de Jos, de unde se continuă pe drumul comunal DC 42 până la Poșaga de Sus, iar de acolo, pe Valea Belioarei, până la marginea nordică a satului și în continuare pe o potecă.

## Galerie de imagini

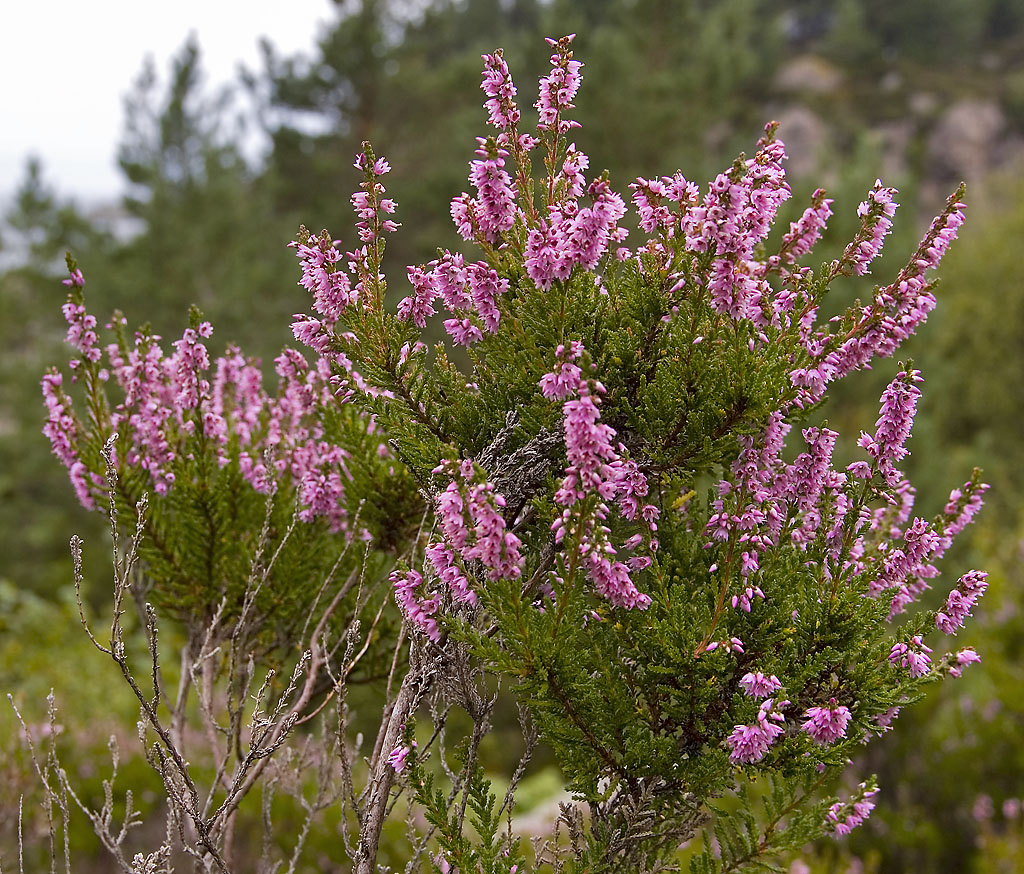
Mărtăloaga
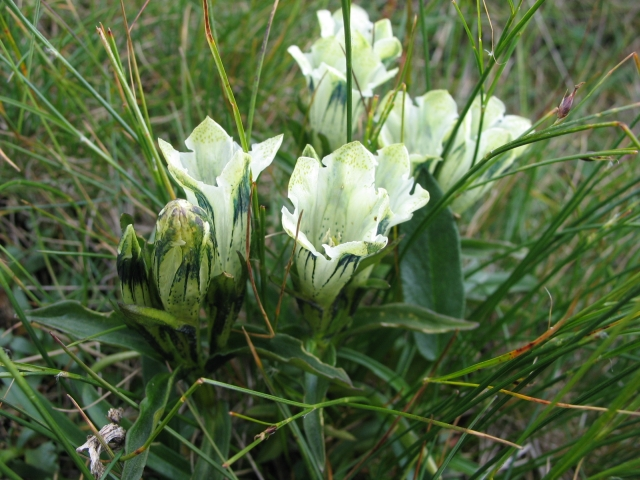
Gențiana
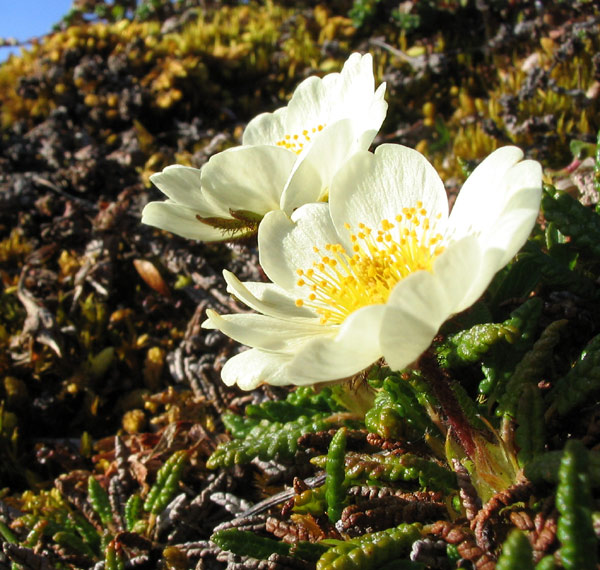
Argințica
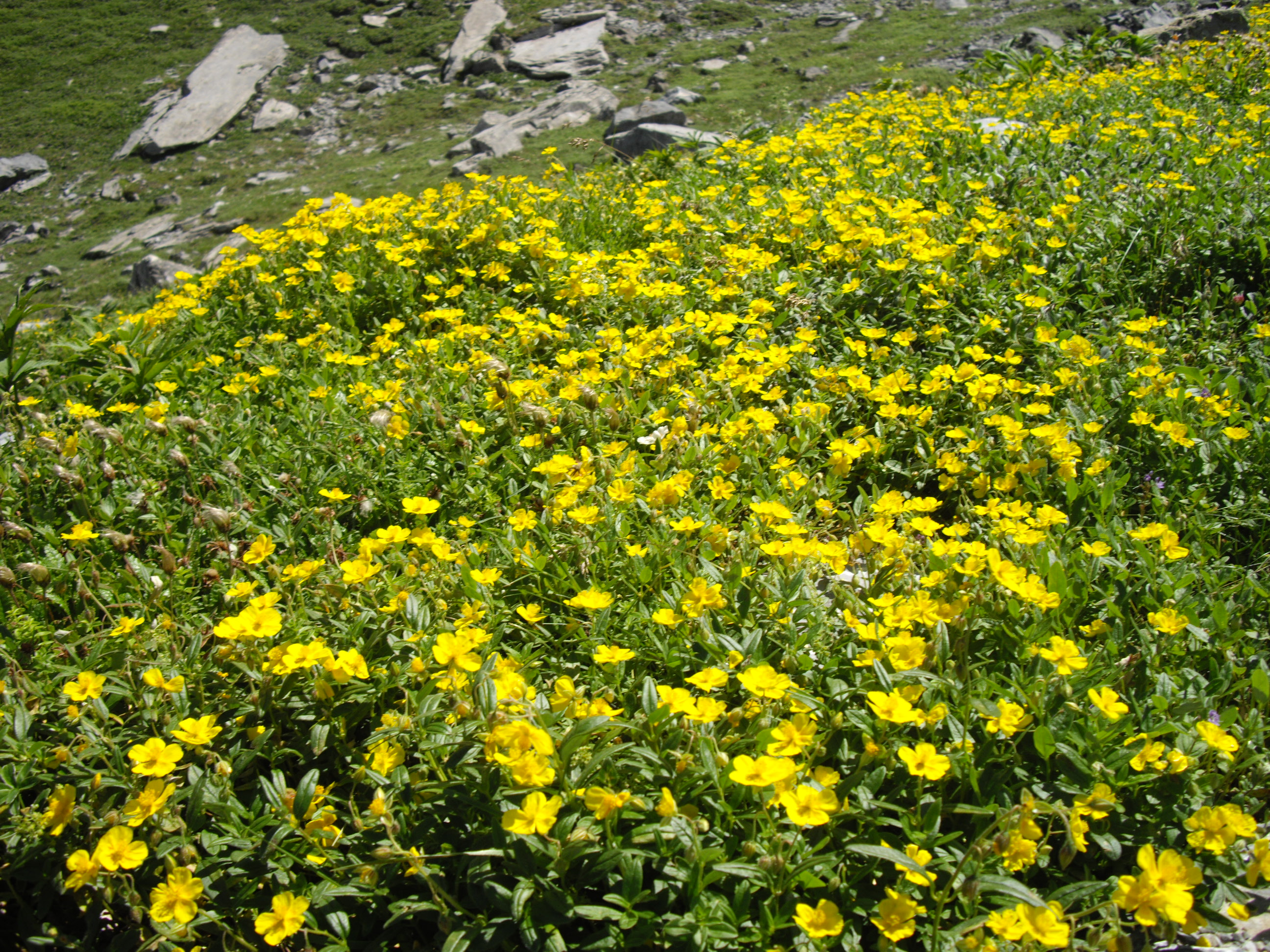
Mălăoaie
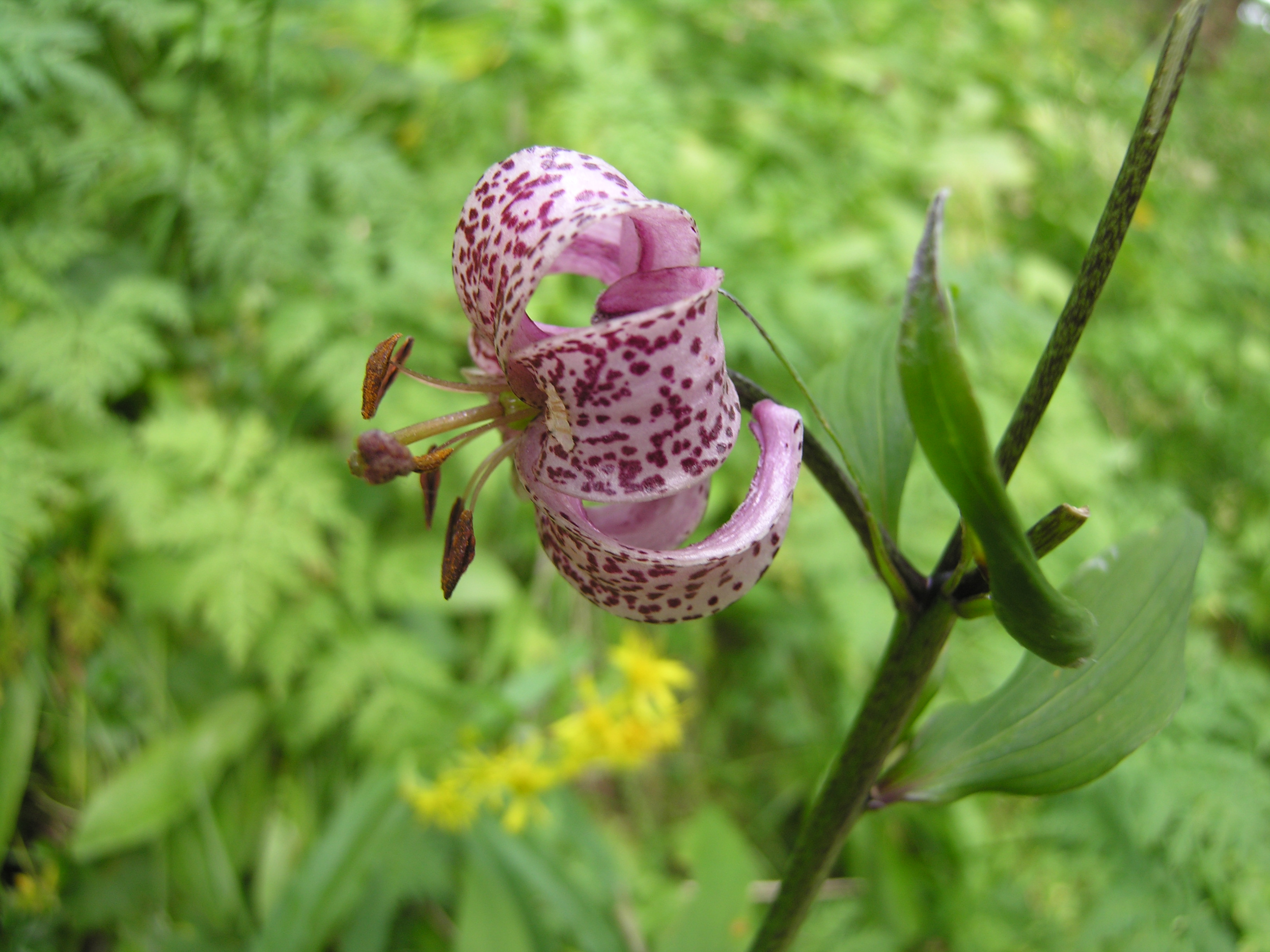
Crinul pestriț
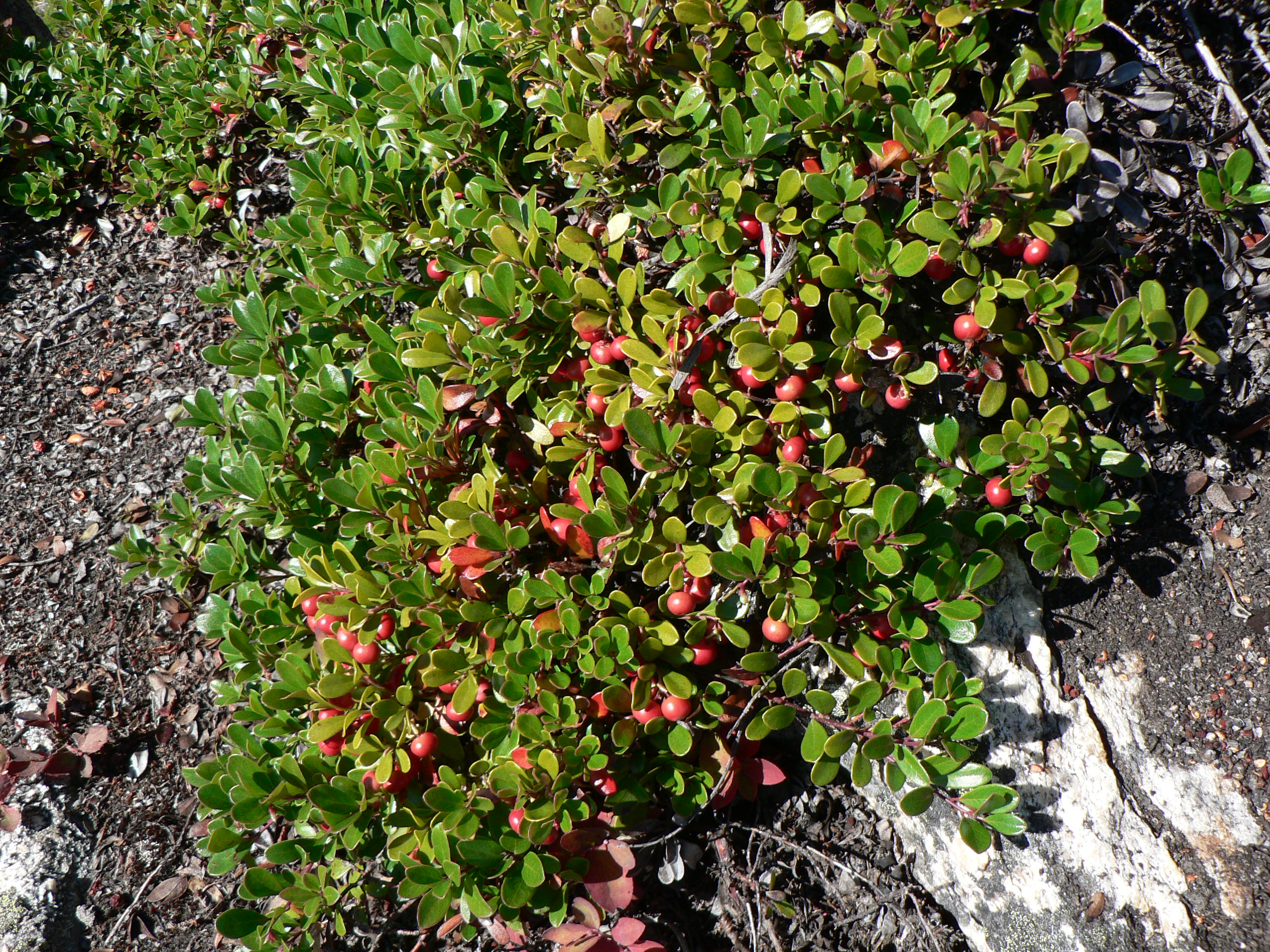
Strugurii ursului